# Columbus (Ohio)
Columbus is de hoofdstad van de Amerikaanse staat Ohio en hoofdplaats van Franklin County. De stad is met 711.470 inwoners (2000) de grootste stad van Ohio. De agglomeratie had 1.612.694 inwoners in 2000, waarmee het na Cleveland en Cincinnati de op twee na grootste agglomeratie van de staat is. In 1969 opende in Columbus het eerste hamburgerrestaurant Wendy's ter wereld. Wendy's staat bekend om zijn vierkante hamburgers. Op 2 maart 2007 ging dit eerste restaurant dicht.

## Geschiedenis
Columbus is een geplande hoofdstad. Nadat Ohio in 1803 een staat van de Verenigde Staten was geworden kon men het niet eens worden over welke stad de hoofdstad moest zijn. Er werd besloten een nieuwe stad te stichten in het centrum van de staat. Deze stad, vernoemd naar Christoffel Columbus, werd uiteindelijk in februari 1812 gesticht aan de oever van de rivier de Scioto.

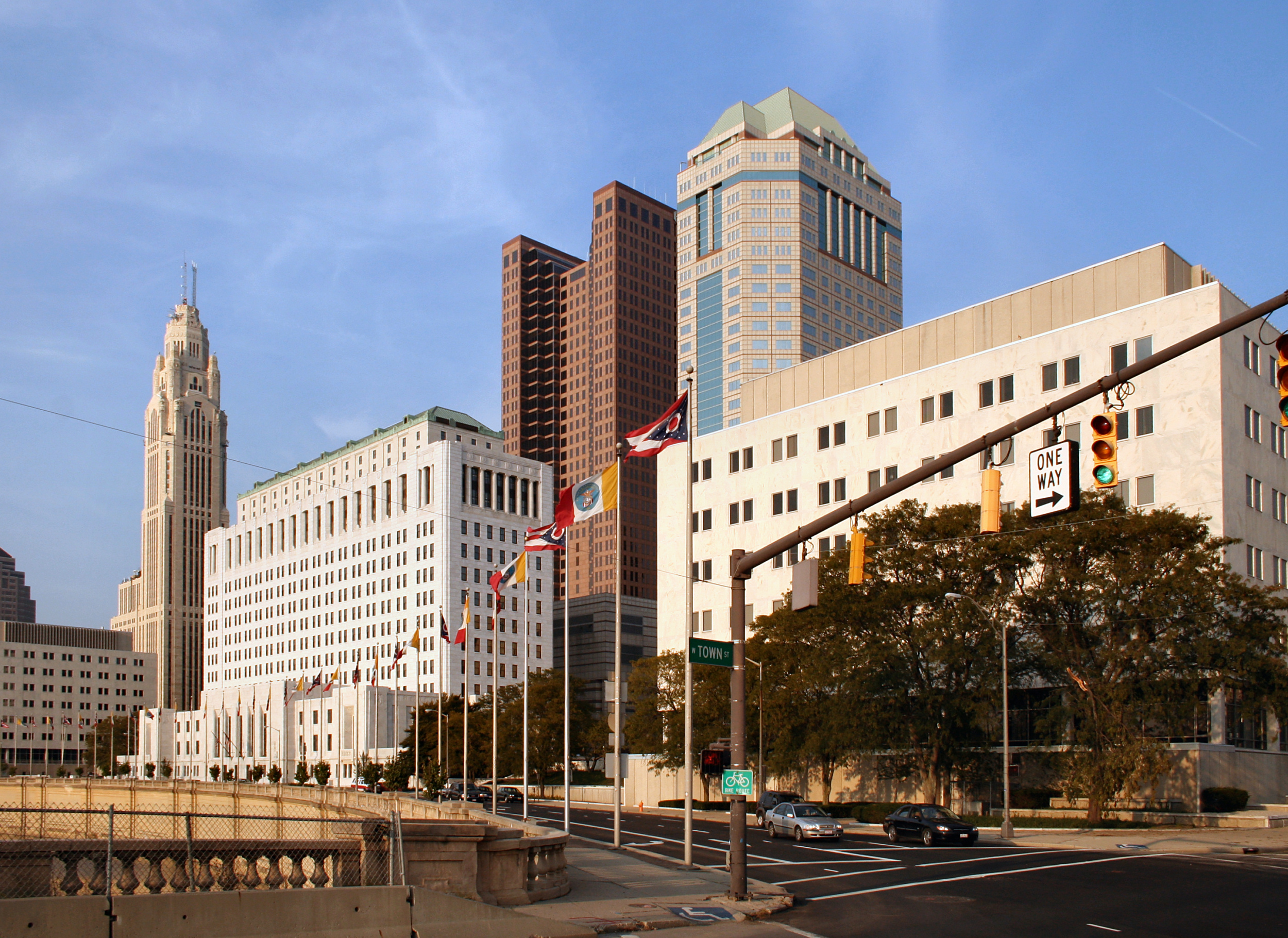
Stadssilhouet van Columbus

## Sport
De belangrijkste lokale ijshockeyclub Columbus Blue Jackets speelt haar wedstrijden in de National Hockey League.
Daarnaast speelt voetbalclub Columbus Crew in de Major League Soccer.

## Plaatsen in de nabije omgeving
De onderstaande figuur toont nabijgelegen plaatsen in een straal van 8 km rond Columbus.

## Stedenbanden
- Dresden (Duitsland)
- Genua (Italië)
- Odense (Denemarken)
- Sevilla (Spanje)
- Tainan (Taiwan)

## Bekende inwoners van Columbus

### Geboren
- Irvin McDowell (1818-1885), Noordelijke generaal tijdens de Amerikaanse Burgeroorlog
- Warner Baxter (1889-1951), acteur
- Curtis LeMay (1906-1990), militair
- George Simpson (1908-1961), atleet
- Sam Hanks (1914-1994), Formule 1-coureur
- Harry Edison (1915-1999), jazztrompettist
- Arthur M. Schlesinger jr. (1917-2007), geschiedkundige
- Eileen Heckart (1919-2001), actrice
- Tom Poston (1921-2007), acteur, komiek en presentator
- Miller Anderson (1922-1965), schoonspringer
- Robert Atkins (1930–2003), cardioloog
- Donn Eisele (1930-1987), astronaut
- Majel Barrett (1932-2008), actrice
- Rahsaan Roland Kirk (1936-1977), jazzmusicus
- Jack Nicklaus (1940), golfer
- Steve Potts (1943), saxofonist
- R.L. Stine (1943), kinderboekenschrijver
- William Crain (1949), film- en televisieregisseur
- Philip Michael Thomas (1949), acteur en zanger
- Beverly D'Angelo (1951), actrice
- Pat McCrory (1956), gouverneur van North Carolina (2013-2017) en burgemeester
- Michael Foreman (1957), ruimtevaarder
- Jermaine Stewart (1957-1997), zanger
- Richard Biggs (1960-2004), acteur, filmproducent en scenarioschrijver
- James Douglas (1960), bokser
- Andy Hampsten (1962), wielrenner
- Marnie McPhail (1966), actrice
- Heidi Mark (1971), actrice en model
- Sumalee Montano (1972), (stem)actrice
- A.J. Langer (1974), actrice
- Josh Radnor (1974), acteur
- Alexa Kelly (1975), fotomodel
- Alana de la Garza (1976), actrice
- Forrest Griffin (1979), vechtsporter
- Scott Seiver (1985), professioneel pokerspeler
- Phillip Gaimon (1986), wielrenner
- Cory Michael Smith (1986), acteur
- Bow Wow (1987), rapper (Shad Gregory Moss)
- Josh Dun (1988), drummer (Twenty One Pilots)
- Tyler Joseph (1988), zanger (Twenty One Pilots)
- Andrea Bowen (1990), actrice
- Carlton L. Winston (1990), componist en eufoniumspeler
- Chad Barson (1991), voetballer
- Simone Biles (1997), turnster